# یواس‌اس کالینگورس (ای‌پی‌ای-۱۴۶)
یواس‌اس کالینگورس (ای‌پی‌ای-۱۴۶) (به انگلیسی: USS Collingsworth (APA-146)) یک کشتی بود که طول آن ۴۵۵ فوت ۰ اینچ (۱۳۸٫۶۸ متر) بود. این کشتی در سال ۱۹۴۴ ساخته شد.